# Estació d'Aragó
L'estació d'Aragó, és una estació subterrània localitzada al barri de Mestalla de València i que forma part de les línies 5 i 7 de l'operador Metrovalència. L'estació pertany a la zona tarifària A de Ferrocarrils de la Generalitat Valenciana (FGV) i l'Autoritat de Transport Metropolità de València (ATMV). L'adreça oficial de l'estació és l'avinguda d'Aragó, números 23 i 25.

## Història

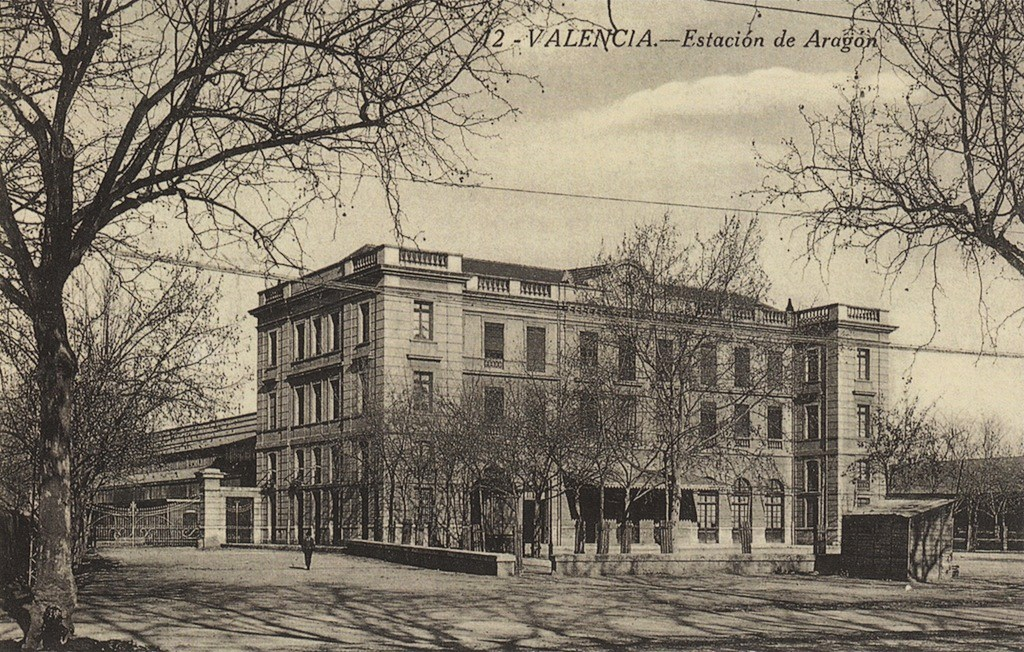
La primigènia estació d'Aragó

La primigènia estació d'Aragó, construïda l'any 1902 on ara es troba l'actual, fou creada per la Companyia del Ferrocarril Central d'Aragó (CA). Des de l'estació eixien la majoria de trens de via ampla que connectaven València amb Aragó i Catalunya. L'estació fou enderrocada l'any 1974.
L'actual estació fou inaugurada el 30 d'abril del 2003 juntament amb les estacions d'Amistat i d'Aragó com les primeres de la línia 5, inaugurada també a la mateixa data i que connectava en els seus orígens els districtes d'Algirós i Camins al Grau amb el carrer Colom i l'estació homònima, al centre de la ciutat. Posteriorment, amb la creació de la línia 7, l'estació també va passar a formar part d'aquesta línia, que connectaria la zona des de l'estació de Torrent Avinguda fins a Marítim-Serrería. L'any 2015 l'estació fou reanomenada en valencià com a "Aragó", abandonant l'ús del nom en castellà implantat des de l'origen.

## Distribució

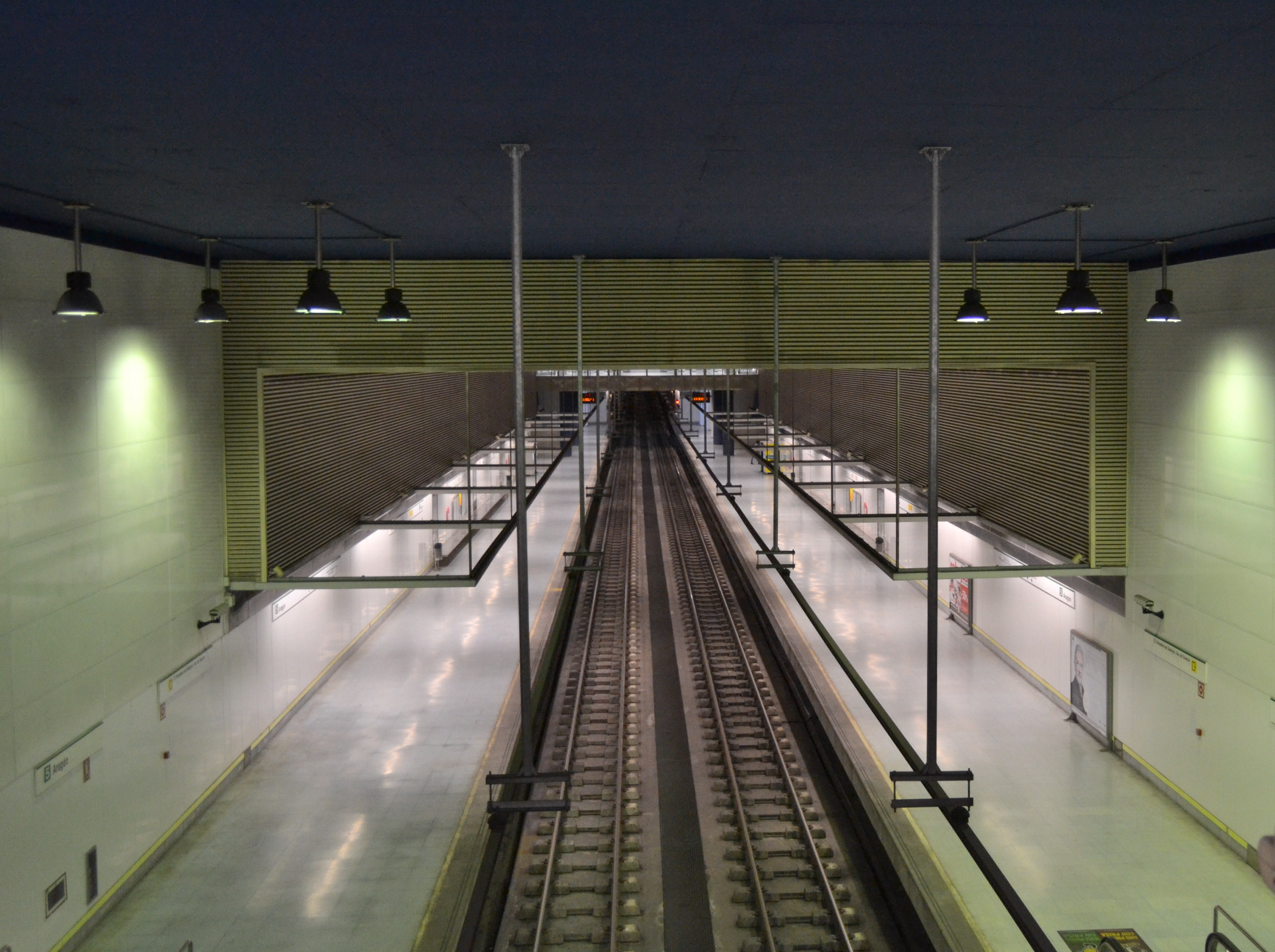
Panorama de les vies de l'estació

L'estació, de dimensions reduïdes, es troba estructurada en una planta semi-subterrània (pràcticament a nivell de carrer i accessible per una lleu escala en rampa) i en una altra planta subterrània no molt profunda on es troben dues andanes, per les quals circulen trens en direccions contràries: una andana serveix a la línia 5 i l'altra a la línia 7. Les andanes no compten amb mampares de seguretat. L'estació disposa d'accessibilitat per a persones amb discapacitat física, visual i auditiva.
És l'estació més propera a l'estadi Lluís Casanova. L'entrada principal es troba al centre i a la vora esquerra de l'avinguda d'Aragó, als números 15 i 26; hi ha dos accessos més al carrer d'Amadeu de Savoia, als números 23 i 25.

### Línies
| Procedència/Destinació | <       | Línia | >       | Procedència/Destinació |
| ---------------------- | ------- | ----- | ------- | ---------------------- |
| Aeroport               | Amistat |       | Alameda | Marítim                |
| Torrent Avinguda       | Amistat | ...   | Alameda | Marítim                |